# Pan Tau

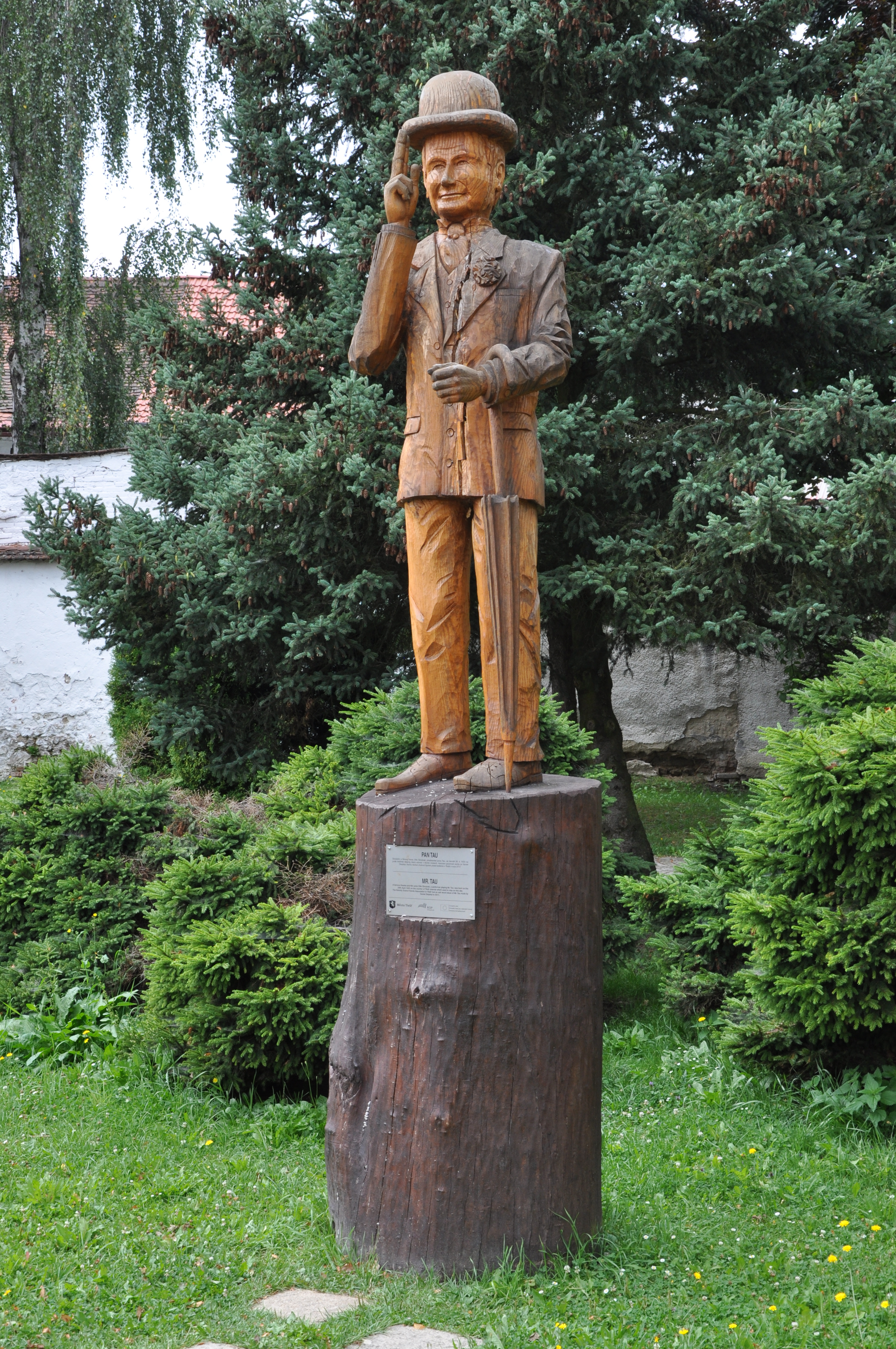
La statue en bois de Pan Tau à Třešť, la ville de l'acteur Otto Šimánek.

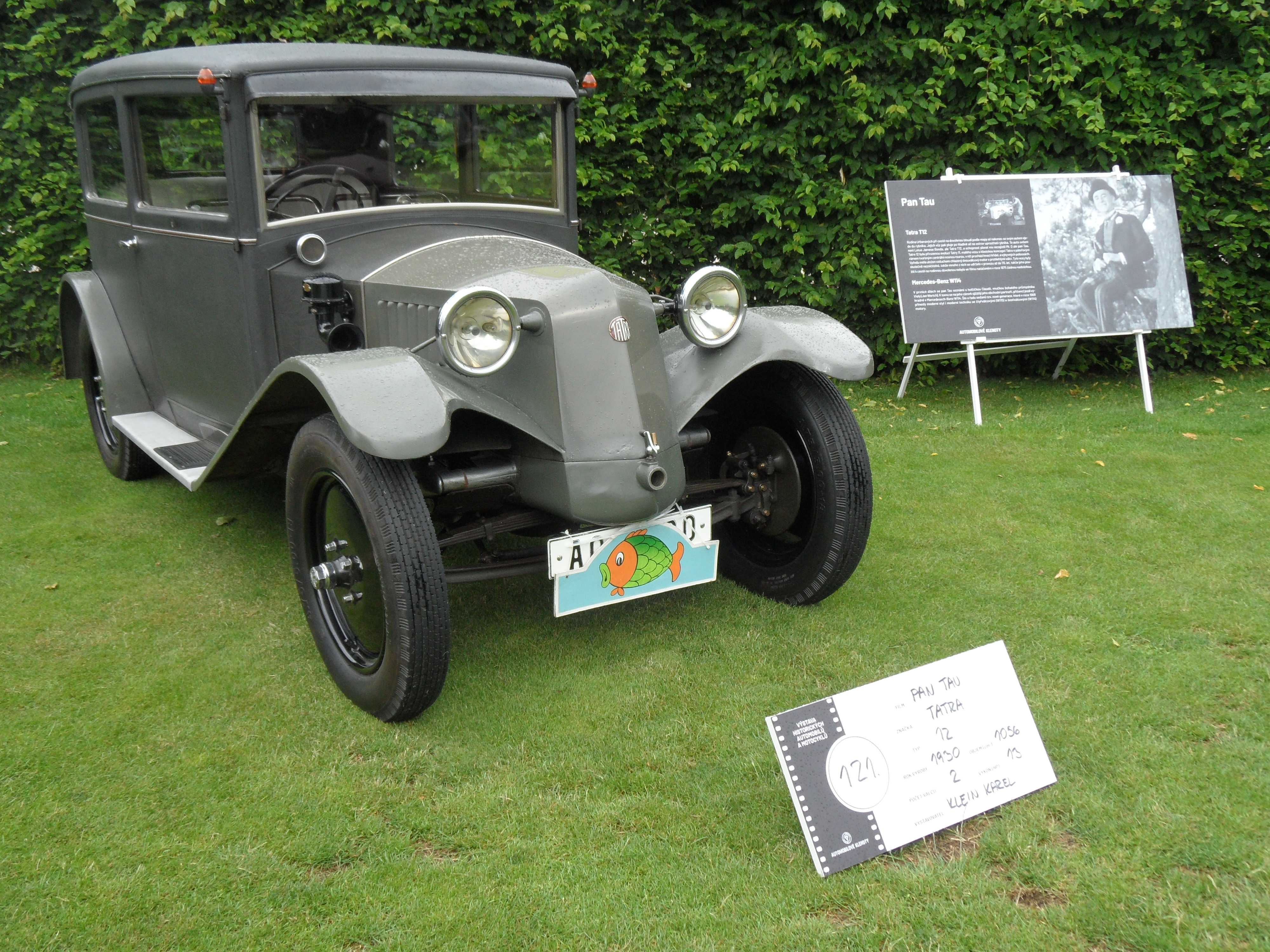
La Tatra 12 de 1930 utilisée dans la série de Pan Tau.

Pan Tau (littéralement Monsieur Tau), ou Monsieur Rosée au Québec, est une série télévisée tchécoslovaque en 33 épisodes de 25 minutes réalisée par la télévision tchécoslovaque (ČST) en coopération avec les studios Barrandov, et diffusée d'abord en Allemagne de l'Ouest à partir du 13 décembre 1970 sur la WDR, et à partir du 19 mars 1971 sur ČST.
Au Québec, la série est diffusée à partir du 31 janvier 1976 à la Télévision de Radio-Canada, et en France en 1978 sur Antenne 2.

## Historique
Pan Tau est un personnage de conte de fées moderne et le protagoniste d'une série pour enfants du même nom, qui a été créée en tant que coproduction germano-tchécoslovaque entre WDR, les studios Barrandov et la télévision tchécoslovaque (ČST). Les pères spirituels de Pan Tau sont l'équipe de scénaristes Ota Hofman et Jindřich Polák. Ota Hofman était aussi le scénariste de tous les films Pan Tau dirigés par Polák. La série a été diffusée à la télévision de la République démocratique allemande à partir du 5 août 1973 sous le titre Les Aventures de M. Tau.

## Le personnage
Pan Tau est un gentleman toujours souriant, très élégant, débonnaire, en costume à queue-de-pie avec un chapeau melon, un parapluie et un œillet blanc à la boutonnière. Theodor Pištěk a conçu les costumes de la série.
Pan Tau peut faire de la magie. Il pratique surtout la magie silencieuse, par exemple en faisant apparaître les choses d'un geste caractéristique sur son chapeau melon ou en se transformant en petite poupée.
Pan Tau ne parle pas durant 28 premiers épisodes sur les 33 de la série. Au lieu de cela, il communique avec les gens, principalement les enfants, à la manière d'une gestuelle de pantomime, mais ne se montre presque jamais à leurs parents et leur reste donc invisible par la dissimulation.
Dans le film tiré de la série, l'acteur Otto Šimánek joue le rôle de Pan Tau.

## La série télévisée
La série comporte 33 épisodes,.
Dans la première saison de 1971-1972 (13 épisodes), il rencontre l'étudiant Emil, fait une promenade en bateau avec un jeune fugueur et part en voyage en vagabond avec Claudia et son grand-père. Dans la finale de la saison 1, les enfants se regroupent après qu'un propriétaire perdu et retrouvé enferme Pan Tau pour utiliser les pouvoirs magiques du chapeau melon pour s'enrichir.
Dans la deuxième saison de 1975 (13 épisodes), Pan Tau rencontre la famille Urban, qui vit à la périphérie de Prague. L'un des membres de la famille (Alfons Urban) ressemble étrangement à Pan Tau, mais a disparu depuis de nombreuses années. Pan Tau retrouve l'homme disparu et le ramène à sa famille. Cela conduit aux situations les plus folles, car Alfons est constamment confondu avec son sosie Pan Tau.
La troisième saison de 1977 (7 épisodes) commence avec Pan Tau apparaissant sur l'aile d'un avion de ligne. Tout au long de la saison, il est poursuivi par l'officier maladroit Málek, chargé d'enquêter sur l'incident de l'avion. En cette saison, Pan Tau apprend à parler et renonce de plus en plus à l'utilisation de la magie, il travaille donc comme cuisinier dans le camp d'été sans l'aide du melon. À la fin, il prête son melon magique à Malek afin qu'il puisse démontrer l'émergence de son patron Pan Tau sur l'aile. Cependant, lorsqu'il essaie de la rejeter, Pan Tau est pris dans le vent et mis en pièces par les cupides, mais Pan Tau n'est plus intéressé.

## Curiosités
- En 1970, Ivana Marie Zelníčková, alors inconnue (plus tard Ivana Trump), est apparue sur Pan Tau dans la saison 1, épisode 3 « Pan Tau na horách » (Pan Tau dans les montagnes), qui était son premier rôle à la télévision[4],[5].
- En 1990, la chanteuse allemande Nena, a enregistré un clip intitulé "Du bist Überall" ("Tu es partout"), tourné à Prague, qui tourne autour de Pan Tau, où des scènes du la série et la performance d'Otto Šimánek dans le rôle de Pan Tau pour le clip sont mixées, redonnant vie à Pan Tau[6].

## Sources
1. ↑  « Les télé-séries de la nouvelle année », Ici Radio-Canada, vol. 10, no 4,‎ 17 janvier 1976, p. 5 (lire en ligne)
2. ↑  Série Pan Tau de 33 épisodes
3. ↑  Les saisons de la série Pan Tau
4. ↑  (en) « Pan Tau na horách », sur IMDb (consulté le 21 mai 2024)
5. ↑  (cs) [vidéo] « Ivana Trump (then Zelníčková, 20 yo) in the movie "Pan Tau" (1970) », 21 novembre 2016, YouTube (consulté le 21 mai 2024)
6. ↑  (de) [vidéo] « Du bist Überall », 30 avril 2019, YouTube (consulté le 26 mai 2024)